# Oberkappel
Oberkappel es una localidad del distrito de Rohrbach, en el estado de Alta Austria, Austria, con una población estimada a principio del año 2018 de 725 habitantes. 
Se encuentra ubicada al norte del estado, cerca de la frontera con Alemania y República Checa, y a poca distancia al norte del río Danubio.

## Geografía
Oberkappel tiene una superficie de 12 km². El municipio está situado en el norte del estado de Alta Austria, en el extremo norte de Austria. Tanto las fronteras con Alemania como con República Checa están cerca.

## Deportes y recreación
Las rutas peatonales europeas  E8 y  E10 pasan por este lugar. El E8 va desde Irlanda a través de, entre otros, los Países Bajos (llamado Oeverloperpad y Lingepad en los Países Bajos) a través de Alemania, el norte de Austria y Eslovaquia hasta las fronteras de Polonia y Ucrania, y también incluye una sección en Bulgaria, con el futuro objetivo Estambul en Turquía. El E10 proviene de Laponia y pasa por Finlandia, la antigua RDA, la República Checa y Austria hasta Bozen / Bolzano en el norte de Italia; Hay planes para extender la ruta a través de Francia y la costa este española hasta Gibraltar.

## Historia
El lugar estaba originalmente en Hochstift  Passau. Según el Registro de la Propiedad de Rannariedl en 1581, Oberkappel pertenecía a la parroquia  Wegscheid. En 1783 se independizó como parroquia. Durante la secularización de 1803, el lugar con la mayor parte del área Hochstiftischen cayó en manos del Archiduque Fernando de Toscana y su electorado de  Salzburgo. El lugar luego llegó a Baviera en 1805. Oberkappel ha pertenecido a la Alta Austria desde 1814 y ha sido una ciudad fronteriza con Baviera desde entonces.
Después de que Austria fuera anexionada al Imperio Alemán en 1938, el lugar perteneció al Gau Oberdonau. Durante la Segunda Guerra Mundial Oberkappel fue el lugar donde las tropas aliadas entraron por primera vez en territorio austriaco. Después de 1945, tuvo lugar la recuperación de Alta Austria.
Hoy Oberkappel es una pequeña ciudad turística.

## Oberkappellers conocidos
- Franz R. Friedl (1892-1977), compositor